# أوليسيس غارسيا
أوليسيس غارسيا (11 يناير 1996 في البرتغال - ) هو لاعب كرة قدم سويسري في مركز الدفاع. شارك مع منتخب سويسرا تحت 19 سنة لكرة القدم ومنتخب سويسرا تحت 21 سنة لكرة القدم. أما مع النوادي، فقد لعب مع فيردر بريمن ونادي غراسهوبر زيوريخ.

## روابط خارجية
- أوليسيس غارسيا على موقع الاتحاد الأوربي (الإنجليزية)
- أوليسيس غارسيا على موقع قاعدة بيانات كرة القدم.إي يو (الإنجليزية)
- أوليسيس غارسيا على موقع ليكيب (الفرنسية)
- أوليسيس غارسيا على موقع ناشيونال فوتبول تيمز (الإنجليزية)
- أوليسيس غارسيا على موقع Soccerbase.com (لاعب) (الإنجليزية)
- أوليسيس غارسيا على موقع Soccerway.com (الإنجليزية)
- أوليسيس غارسيا على موقع عالم كرة القدم.نت (الإنجليزية)